# فیزلر فی ۹۸
فیزِلر فی ۹۸ (به آلمانی: Fieseler Fi 98) یک هواگرد دوباله تک‌موتوره تک‌سرنشین از گونه بمب‌افکن شیرجه‌ای و هواگرد تهاجمی ساخت شرکت فیزلر در آلمان بود که نخستین پروازش را سال ۱۹۳۵ انجام داد. ها-۱۳۷ در رقابت با هنشل هااس ۱۲۳، مورد پذیرش قرار نگرفت و از مرحله پیش‌نمونه فرا تر نرفت.

## طراحی و توسعه
شرکت فیزلر هواگرد فی ۹۸ را در پاسخ به درخواست ماه فوریه سال ۱۹۳۴ وزارت هوانوردی رایش برای یک هواگرد دوباله با کاربرد بمب‌افکن شیرجه‌ای و هواگرد تهاجمی که در قالب گام نخست لوفت‌وافه در توسعه بمب‌افکن‌های شیرجه‌ای انجام می‌گرفت، طراحی کرد.
فی ۹۸ دارای شاسی نیمه یک‌پارچه و ارابه فرود پوشیده ثابت بود. در طراحی این هواگرد بال زیر و رو هم اندازه نبودند و بال بالا اندکی بزرگ‌تر و جلوتر از بال زیرین بود. این دو بال با میله‌های متعددی به یکدیگر متصل بودند. غیرعادی‌ترین ویژگی فی ۹۸ تعبیه دو بخش هدایت افقی در قسمت دم بود. بدنه این هواگرد تماماً از فلز ساخته شد درحالی‌که بال‌ها و دم تنها دارای شبکه فلزی بود و با پارچه پوشانده شد. نیرومجرکه هواگرد توسط یک موتور شعاعی ب‌ام‌و ۱۳۲آ با توان ۶۵۰ اسب بخار تامین می‌شد. هواگرد مسلح به دو مسلسل ام‌گه ۱۷ بود و می‌توانست چهار بمب ۵۰ کیلوگرمی حمل کند.
دو پیش‌نمونه سفارش داده شد که تنها نخستین فروند از آن تکمیل گردید. پس از انجام چندین پرواز آزمایشی در پایگاه هوایی رشلین در نهایت عملکرد فی ۹۸ مورد رضایت واقع نشد و به نفع هنشل هااس ۱۲۳ کنار گذاشته شد و به مرحله تولید نرسید.
شرکت فیزلر قصد داشت فی ۹۸ را برای استفاده در نیروی دریایی امپراتوری ژاپن به این کشور بفروشد که در آن نیز به نتیجه‌ای نرسید.
با وجود توقف کار بر روی این طراحی، تنها پیش‌نمونه تولید شده از فی ۹۸ توسط لوفت‌وافه تا سال ۱۹۴۵ مورد استفاده قرار گرفت.

## مشخصات فنی
مشخصات عمومی
- خدمه: ۱ نفر
- طول: ۷٫۴ متر
- طول بال: ۱۱٫۵ متر
- وزن خالی: ۱۴۵۰ کیلوگرم
- نیرومحرکه: یک موتور شعاعی ۹ سیلندر ب‌ام‌و ۱۳۲آ-۳: هر یک ۶۵۰ اسب بخار

عملکرد
- حداکثر سرعت: ۲۹۵ کیلومتر بر ساعت
- سرعت اوج‌گیری: ۹ متر بر ثانیه،[۵] ۱۰۰۰ متر در یک دقیقه و ۷ ثانیه[۳]

تسلیحات
- ۲ × مسلسل ثابت ۷٫۹۲ م‌م ام‌گه ۱۷
- ۴ × بمب ۵۰ کیلوگرمی